# Sesc Bom Retiro
O Sesc Bom Retiro é um centro de cultura e lazer localizado na cidade de São Paulo. Pertence a instituição brasileira privada do Serviço Social do Comércio (SESC). O teatro do local tem capacidade para 291 pessoas. Apesar do nome, localiza-se no bairro Campos Elíseos, no distrito vizinho de Santa Cecília.

## Crítica
Em 28 de setembro de 2014, foi publicado na Folha de S.Paulo o resultado da avaliação feita pela equipe do jornal ao visitar os sessenta maiores teatros da cidade de São Paulo. O teatro do Sesc Bom Retiro foi premiado com quatro estrelas, "bom", com o consenso: "O hall de entrada é amplo, ideal para as crianças que têm bastante energia enquanto aguardam o evento. A forma de anfiteatro faz com que as cadeiras fiquem bem distribuídas, evitando que as pessoas à frente atrapalhem a visão. Os preços dos alimentos são convidativos."